# NGC 72A
NGC 72A (други обозначения – MCG 5-1-70, ZWG 499.110, ARAK 6, VV 166, PGC 1208) е елиптична галактика (E3) в съзвездието Андромеда.
Обектът първоначално не влиза в оригиналната редакция на „Нов общ каталог“, а е добавен по-късно.